# Angles (Alpy Górnej Prowansji)
Angles – miejscowość i gmina we Francji, w regionie Prowansja-Alpy-Lazurowe Wybrzeże, w departamencie Alpy Górnej Prowansji.

## Demografia
Według danych na rok 1990 gminę zamieszkiwało 56 osób, a gęstość zaludnienia wynosiła 6 osób/km². W styczniu 2015 r. Angles zamieszkiwało 66 osób, przy gęstości zaludnienia wynoszącej 7,1 osób/km².